# Brassière
Brassière, brassiär, franska "bröstkramare", är ett formande linne/livstycke som förr bars av kvinnor. Namnet är avlett från bras "arm" och embrasser "omfamna", "krama". 
Plagget bars först av ammande kvinnor och blev  runt 1804 en vänlig ersättning för korsettliv som passade under empirens tunna klänningar. Efter 1843 och fram till 1907 var brassière ett bystliv som bars ihop med korsett.